# Mychajliwka (rejon dunajowiecki)
Mychajliwka (ukr. Михайлівка, pol. hist. Michałówka) – wieś na Ukrainie, w obwodzie chmielnickim, w rejonie dunajowieckim.

## Pałac
- pałac wybudowany w połowie XIX w. w stylu neogotyckim przez Mikołaja Makowieckiego[1] z ciosowego kamienia z wykorzystaniem piwnic i murów dawnego zameczku[2]. Pałac posiadał części z rzeźbionymi galeriami, blankami i wieżami. Były ganki, loggie, podcienia i wieżyczki[1].

## Linki zewnętrzne

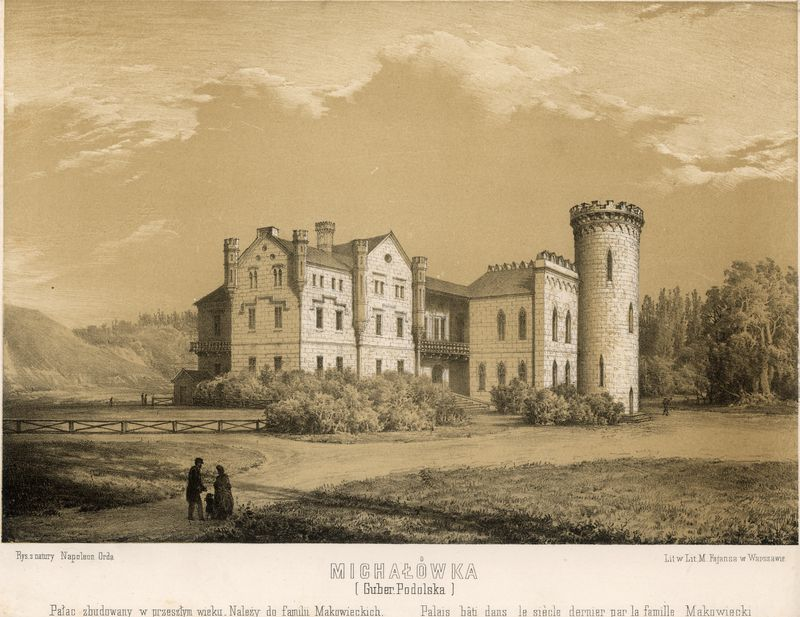
Zamek i pałac Makowieckich